# St. Marien (Berlin-Wilmersdorf)
St. Marien ist eine römisch-katholische Kirche im Berliner Ortsteil Wilmersdorf (Bezirk Charlottenburg-Wilmersdorf). Die Kirche mit dem Patrozinium der Unbefleckten Empfängnis Mariens befindet sich am Bergheimer Platz unmittelbar an der Ortsteilgrenze zu Friedenau und steht unter Denkmalschutz.

## Geschichte
Das Gebäude ist ein ovaler, überkuppelter Zentralbau in neoromanischer Formgebung und roter Klinkerverblendung, erbaut in den Jahren 1913 und 1914 von Christoph Hehl (Vorentwurf) und Carl Kühn. Vorangegangen war ab 1908 eine Sammelaktion zum Bau der ersten katholischen Kirche in dem Stadtteil. Die Kirche, deren Grundsteinlegung bereits am 20. April 1913 erfolgt war, wird von der Gemeinde seit dem 11. Oktober 1914 genutzt – an diesem Tag wurde sie benediziert. Die Kirchweihe erfolgte jedoch kriegs- und inflationsbedingt erst am 15. November 1925. 1917 erlangte St. Marien den Status der Kuratie, 1921 den einer Pfarrei. Im Jahr 2009 wurde die Pfarrgemeinde St. Marien mit der Gemeinde Heilig Kreuz zur Pfarrgemeinde Maria unter dem Kreuz vereinigt, das Gebäude wurde zu deren Pfarrkirche. Zum 1. Januar 2024 verfügte Erzbischof Heiner Koch per Dekret die Aufhebung der Pfarreien St. Ludwig und Maria unter dem Kreuz und die Errichtung der gemeinsamen Pfarrei St. Helena – Wilmersdorf-Friedenau, Pfarrkirche wurde St. Ludwig.

## Baubeschreibung

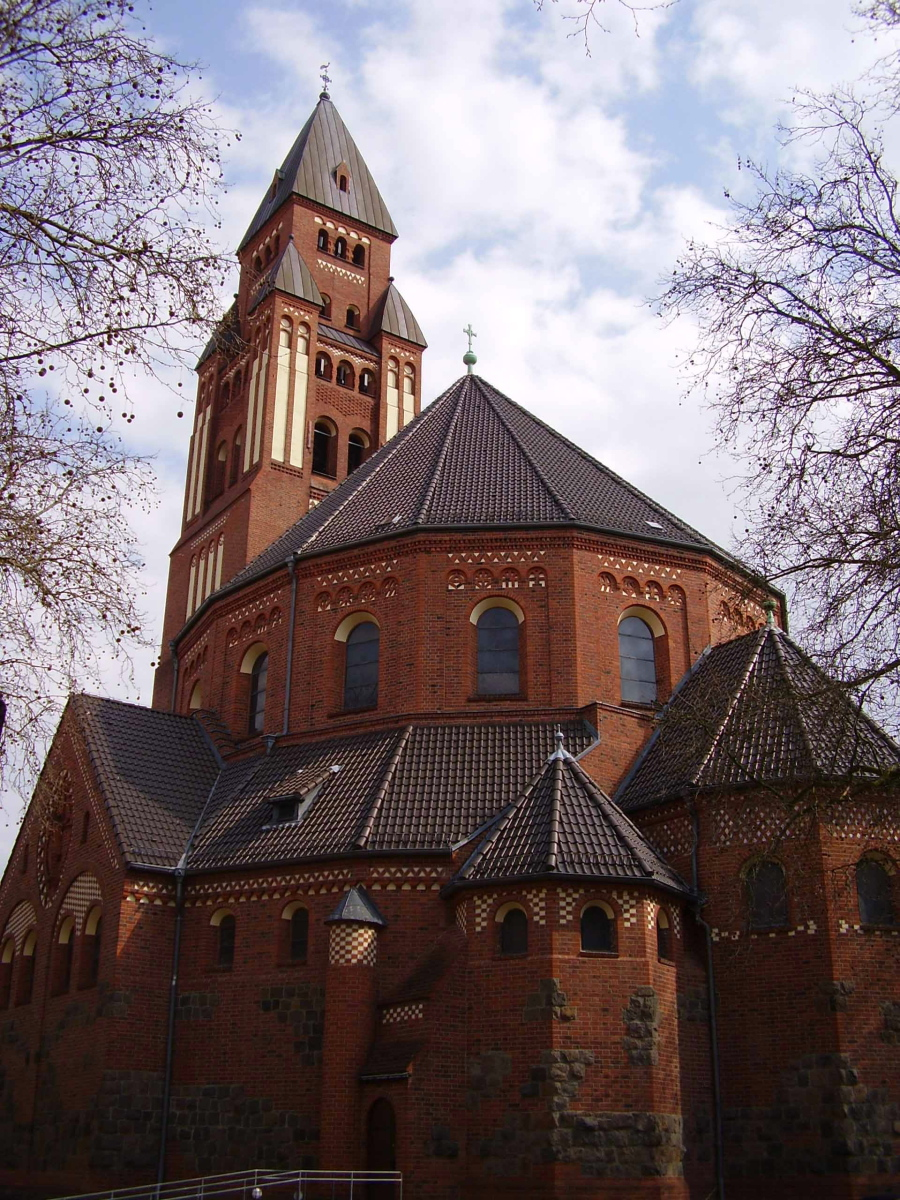
Außenansicht

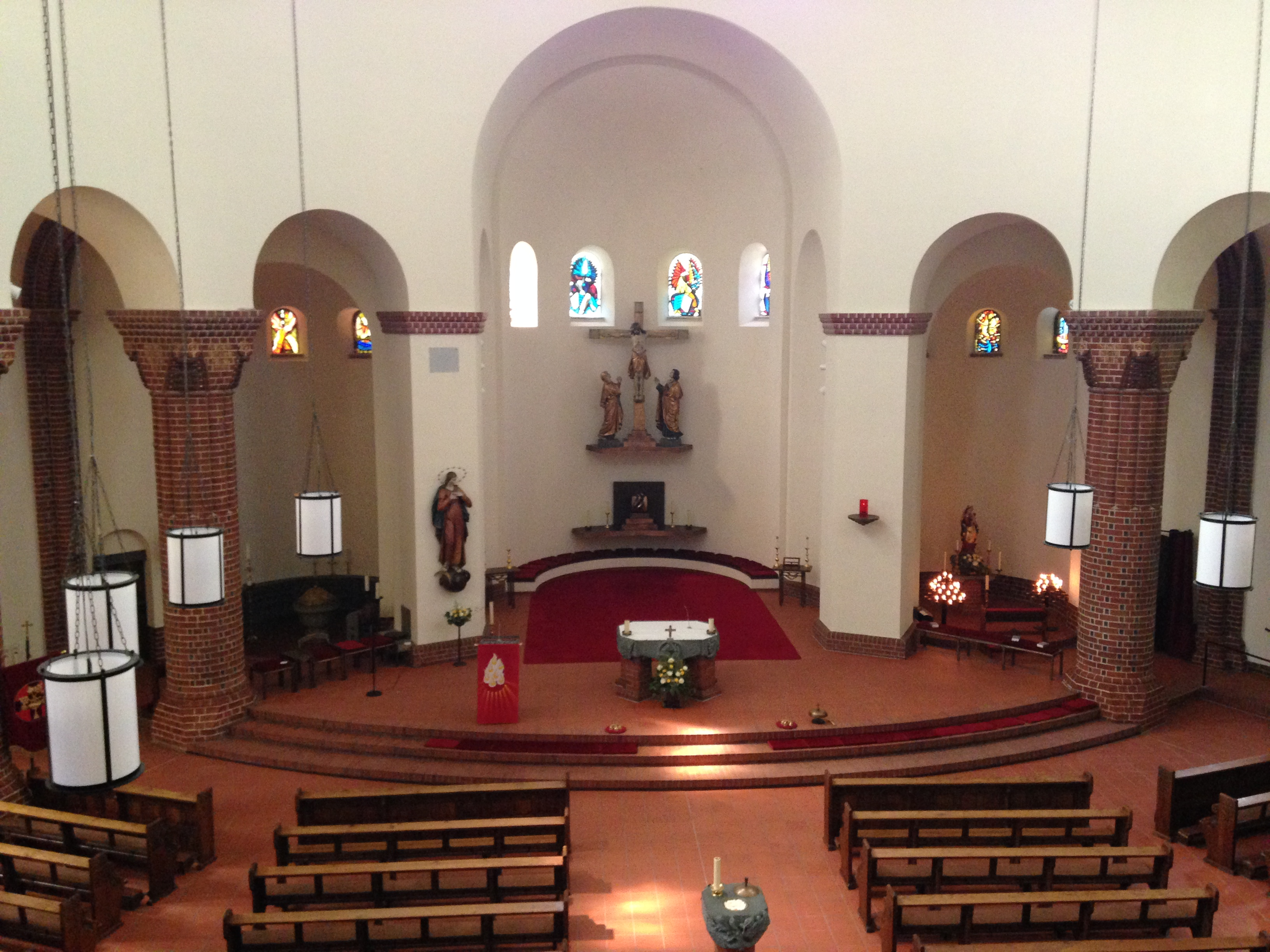
Innenraum, Blick von der Orgelempore

Außen sind zwischen den roten Klinkern des Mauerwerksbaus von St. Marien einige Natursteine aus Beuchaer Granitporphyr eingelassen. Am südlichen Querarmgiebel befindet sich außen aus Formsteinen das Relief der Immaculata, am nördlichen das des Gekreuzigten.
Um das Kirchenschiff gruppieren sich der polygonale Chor – im Westen mit zwei seitlich angebauten Apsiden –, die beiden kurzen Arme des Querschiffs und der Glockenturm. Durch das Querschiff folgt das Innere dem Grundriss eines Kreuzes. Bei der Kirche handelt es sich zwar um einen Zentralbau – dieser hat aber einen basilikalen Aufbau, da das elliptische Mittelschiff links und rechts zu Gängen reduzierte Seitenschiffe hat.
Vor dem 60 Meter hohen Glockenturm auf quadratischem Grundriss liegt ein Anbau mit zwei Stufenportalen in einer rundbogigen Nische. Im Giebel darüber befindet sich eine Fensterrose. Der Glockenturm steigt in sieben abgetreppten Geschossen zum Pyramidendach auf, in den oberen Geschossen von Annexen umgeben.
Der außen 16-eckige Baukörper des Mittelschiffs ist mit einem Zeltdach bedeckt. An ihn schmiegen sich die Baukörper der Seitenschiffe mit Pultdächern an. Die Querarme haben Satteldächer. Das Mittelschiff ist oval überkuppelt, der Chor trägt ein Tonnengewölbe. Die Seitenschiffe liegen jeweils hinter rundbogigen Arkaden mit fünf Säulen zwischen den Stützen an den Ecken des Chores und der Orgelempore.
Das Innere wird erhellt durch die Bogenfenster der Seitenschiffe und der Querarmgiebel, ferner durch die Obergaden. Es ist hell verputzt, nur die Stützen und das Gesims unterhalb der Obergaden sind gemauert.

## Ausstattung
Aus der bauzeitlichen Ausstattung, die zu großen Teilen von Wilhelm Haverkamp stammt, ist nicht mehr viel erhalten. Der Altarraum wurde 1990 durch Paul Brandenburg neu gestaltet.

## Orgel

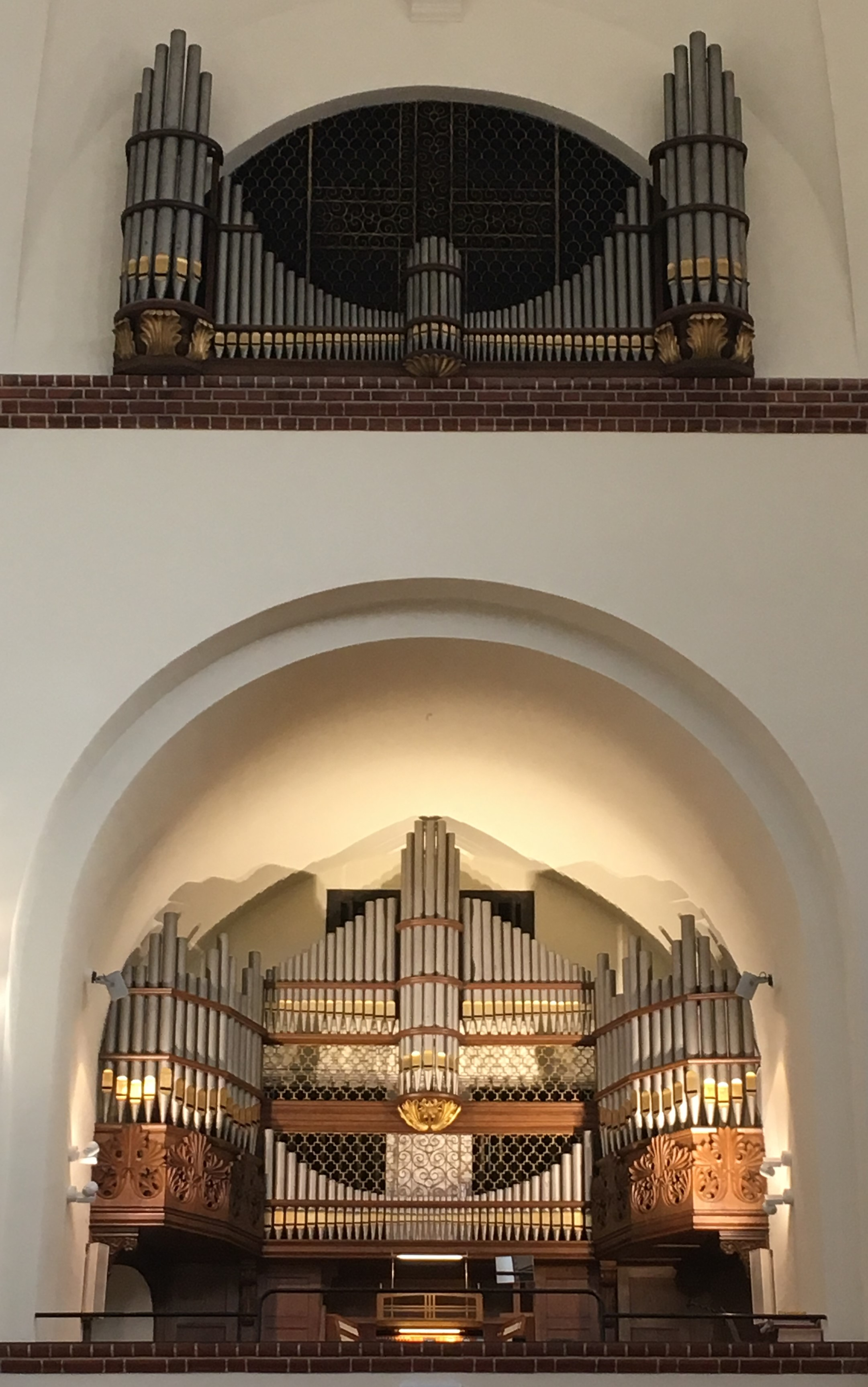
Orgelprospekt mit den beiden Generalschwellwerken

Die Orgel, ursprünglich erbaut 1925 vom Paderborner Orgelbauer Anton Feith senior (1872–1929), umfasst heute drei Manuale mit 52 Registern zuzüglich zweier Extensionen und einer Celesta. Bis auf zwölf Pfeifen befinden sich sämtliche klingenden Register in zwei großen Generalschwellwerken im Kirchturm, was stufenlose dynamische Bandbreiten erlaubt. Die St.-Marien-Orgel entstand in Feiths Werkstatt im selben Zeitraum und mit konzeptionellen Parallelen zur viel gerühmten großen Orgelanlage im Paderborner Dom, die allerdings im Zweiten Weltkrieg zerstört wurde.
Die vorhandene historische Substanz des Instruments in St. Marien stellt heute die größte erhaltene Orgel von Feith senior überhaupt dar: Rund 70 % des vorhandenen Pfeifenmaterials gehen original auf Feith senior zurück, die übrigen 30 % sind Erweiterungen oder ersetzte Register durch Arndt Stephan, Berlin (1979); Gebrüder Stockmann, Werl (1990) sowie Karl Schuke Berliner Orgelbauwerkstatt (Generalsanierung mit Ansätzen historischer Rekonstruktion in den Jahren 2018/19). Damit bewegt sich das Instrument klangästhetisch im Bereich der deutschen Spätromantik, gepaart mit leichten Einflüssen der Orgelbewegung.
Die Orgel ist ausführlich auf der Internetseite der Gemeinde dokumentiert. Ihre Disposition kann ebenfalls dort eingesehen werden. Es sind zwei CD-Aufnahmen von der Orgel erhältlich. Am 9. Juni 2019 wurde aus Anlass der Wiedereinweihung der restaurierten Orgel die Pfingstsonntagsmesse aus St. Marien live im Deutschlandfunk übertragen. Prominentester Organist der Gemeinde war von 1929 bis 1933 der Komponist und spätere Kirchenmusikprofessor Joseph Ahrens, der 1934 an die St.-Hedwigs-Kathedrale wechselte und bereits 1931 zum Organisten der Berliner Philharmoniker berufen wurde. Einige seiner frühen Orgelkompositionen sind während seiner Jahre in St. Marien entstanden.

## Glocken
In der Glockenstube des Kirchturms hängt ein Geläut aus vier Bronzeglocken, das 1957 von Rudolf Perner hergestellt wurde.
| Schlagton | Gewicht (kg) | Durchmesser (cm) | Höhe (cm) |
| --------- | ------------ | ---------------- | --------- |
| b         | 3170         | 179              | 144       |
| d'        | 1702         | 143              | 109       |
| f'        | 0996         | 114              | 083       |
| g'        | 0696         | 106              | 082       |

## Suppenküche
Seit November 1993 verfügt das Dekanat Wilmersdorf über eine Suppenküche für Obdachlose und Menschen mit geringem Einkommen. Die Räume für die Suppenküche stellt die Kirche St. Marien zur Verfügung. Getragen wird das Projekt vom Dekanatsrat Wilmersdorf mit finanzieller Unterstützung des Bezirksamtes. Haupt- und ehrenamtliche Mitarbeiterinnen aus allen sechs Gemeinden des Dekanats sorgen für die Ausgabe von Essen und warmen Getränken. Ferner gibt es Duschen, eine Waschmaschine, einen Wäschetrockner, eine Kleiderkammer und medizinische Versorgung. Das Essen wird von Köchen aus St. Dominicus geliefert. Die Suppenküche wird täglich von ungefähr 50–70 Personen besucht.